# Convención Anderson-Porras
La Convención Anderson-Porras fue una convención de límites y arbitraje suscrita en la ciudad de Washington, Estados Unidos, el 17 de enero de 1910 por los Ministros Plenipotenciarios de Costa Rica, Luis Anderson Morúa, y de Panamá, Belisario Porras Barahona, con el propósito de resolver las divergencias suscitadas en torno a la interpretación del Fallo Loubet de 1900. En Panamá se conoce con el nombre de convención Porras-Anderson.
En la convención Anderson-Porras se acordó dar como válida e indubitable la línea del Fallo Loubet en la vertiente del Pacífico (línea Anderson-Porras), desde punta Burica hasta el cerro Pando, pero no así en la costa del Atlántico. Se decidió, debido a la intervención de los representantes de los Estados Unidos en el acuerdo, someter al arbitraje del presidente de la Corte Suprema de Justicia de ese país, Edward Douglas White, la cuestión de cuál era la correcta interpretación y verdadera intención de la línea del Fallo Loubet en la vertiente del mar Caribe, desde el cerro Pando hasta la costa.